# Michał Kucharczyk
Michał Kucharczyk (ur. 20 marca 1991 w Warszawie) – polski piłkarz, występujący na pozycji pomocnika w klubie Świt Nowy Dwór Mazowiecki.

W latach 2010–2019 piłkarz Legii Warszawa. W ciągu dziewięciu lat, pięciokrotnie zdobył z drużyną mistrzostwo Polski i sześć razy triumfował w Pucharze Polski. Uczestnik Ligi Mistrzów (strzelił w fazie grupowej gola) i Ligi Europy. W latach 2011–2015 reprezentant Polski, w drużynie narodowej rozegrał 9 meczów strzelając 1 bramkę.

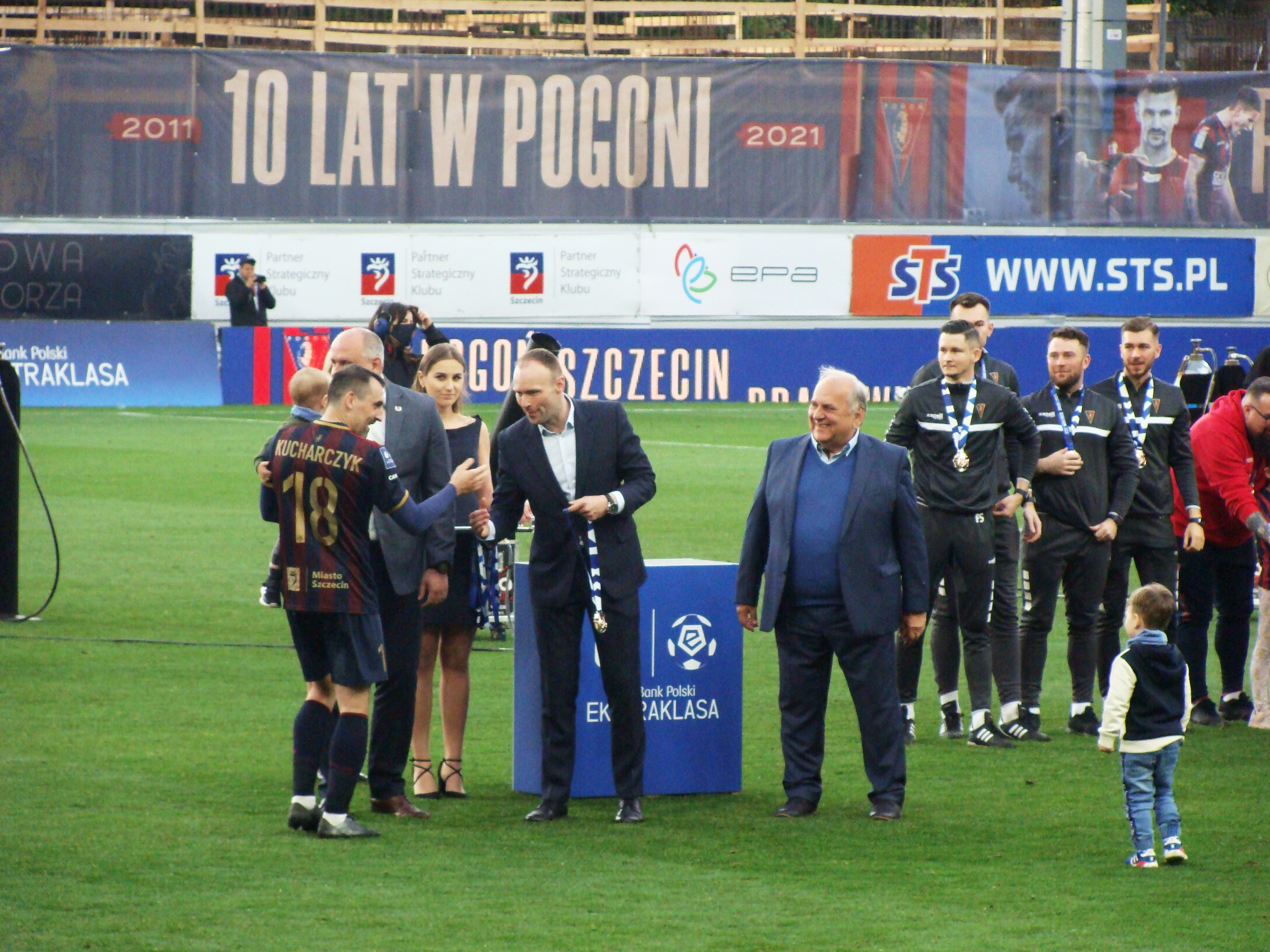
Michał Kucharczyk odbiera medal za zdobycie III miejsca w Ekstraklasie w sezonie 2020/2021

## Kariera klubowa
Kucharczyk rozpoczynał swoją karierę w Świcie Nowy Dwór Mazowiecki. 15 marca 2008 podczas zremisowanego 1:1 ligowego meczu ze Stomilem Olsztyn zadebiutował w barwach klubu. Następnie w trzecim swoim występie zanotował pierwszą bramkę w spotkaniu z UKS SMS Łódź. W kolejnym sezonie Kucharczyk zostaje królem strzelców III ligi strzelając 24 gole w 24 meczach. Najbardziej efektownie zaprezentował się ponownie z UKS SMS Łódź, któremu strzelił pięć bramek w jednym spotkaniu.
20 lipca 2009 Kucharczyk podpisał pięcioletni kontrakt z Legią Warszawa, jednak od razu został na rok wypożyczony do Świtu. Strzelił wtedy 13 bramek w 25 meczach II ligi W czerwcu 2010 wrócił do Legii i został włączony do kadry pierwszego zespołu. W Ekstraklasie zadebiutował 27 sierpnia 2010 w przegranym 0:2 meczu przeciwko GKS Bełchatów, gdy w 62. minucie zmienił na boisku Takesure'a Chinyamę. 21 września 2010 w wygranym 1:0 meczu Pucharu Polski z Pogonią Szczecin zdobył swoją pierwszą bramkę dla Legii. 24 września 2010 w wygranym 2:1 meczu z Lechem Poznań zdobył swoją pierwszą bramkę w polskiej Ekstraklasie.
16 grudnia 2013 w meczu z Cracovią zdobył trzy bramki, a warszawska drużyna wygrała 4:1. Do tej pory jest to jedyny hat-trick dla Legii Warszawa strzelony przez tego piłkarza.
22 listopada 2016 w meczu 5. kolejki fazy grupowej Ligi Mistrzów przeciwko Borussii Dortmund, strzelił trzecią bramkę dla warszawskiego zespołu. Była to pierwsza od 20 lat bramka zdobyta przez Polaka dla polskiej drużyny w fazie grupowej, najbardziej elitarnych rozgrywek klubowych w Europie. Jednocześnie była to jego 50. bramka w 256. oficjalnym meczu.
29 października 2017 w meczu 14. kolejki Ekstraklasy z Arką Gdynia strzelił 40. bramkę dla Legii w lidze. Dzięki temu dogonił w klasyfikacji najlepszych strzelców dla warszawskiego zespołu Nemanję Nikolica i Stanko Svitlicę. 5 grudnia 2018 roku w meczu 1/8 Pucharu Polski z Chrobrym Głogów wygranym przez warszawski zespół 3:0 Kucharczyk strzelił swoją 70. bramkę w barwach Legii. Ten wynik pozwolił mu znaleźć się na 11. miejscu w klasyfikacji najlepszych strzelców Legii Warszawa w historii.
Od sezonu 2017/2018 został wyznaczony przez Jacka Magierę do rady drużyny (razem z Arkadiuszem Malarzem i Michałem Kopczyńskim) i w razie nieobecności któregoś z kapitanów (Miroslava Radovica lub Artura Jędrzejczyka) mógłby pełnić funkcję kapitana zespołu.
24 lutego 2018 rozegrał 200. mecz w Ekstraklasie w barwach Legii Warszawa. 11 marca 2018 rozegrał 300. mecz w barwach warszawskiego zespołu.
24 marca 2018 został przesunięty przez Romeo Jozaka do rezerw warszawskiego klubu z przyczyn pozasportowych. Z decyzją trenera zgodziła się rada drużyny. 4 kwietnia 2018 został przywrócony do pierwszego zespołu i wystąpił w kolejnym meczu ligowym. W meczu 30. kolejki Ekstraklasy z Pogonią Szczecin wszedł na boisko w 62. minucie meczu i zaliczył asystę przy bramce strzelonej przez Sebastiana Szymańskiego na 3:0.
W czerwcu 2019 piłkarz nie przedłużył umowy w klubem. Po raz ostatni jako zawodnik Legii wystąpił 4 maja w przegranym 0:1 spotkaniu z Piastem Gliwice. Łącznie rozegrał dla Legii 349 oficjalnych spotkań, w których strzelił 71 bramek.
22 lipca 2019 Kucharczyk na zasadzie wolnego transferu dołączył do rosyjskiego zespołu Urał Jekaterynburg występującego w Priemjer-Lidze. Umowę zawarto na okres do 30 czerwca 2020 z możliwością przedłużenia o kolejny rok. W Uralu rozegrał 16 meczów i strzelił 1 bramkę. Po wygaśnięciu umowy, której nie przedłużono, 6 sierpnia 2020 Kucharczyk jako wolny zawodnik podpisał 3-letni kontrakt z Pogonią Szczecin. W sezonie 2020/2021 był kluczowym zawodnikiem Portowców. W 30 spotkaniach strzelił 7 bramek i zanotował 5 asyst, które pomogły zająć jego drużynie 3. miejsce w tabeli i prawo startu w eliminacjach Ligi Konferencji Europy.
Sezon 2022/2023 Pogoń rozpoczęła od rywalizacji w dwumeczu przeciw NK Osijek w Lidze Konferencji Europy, jednak Kucharczyk nie mógł w tych meczach wystąpić ze względu na czerwoną kartkę otrzymaną w meczu pucharowym, jeszcze w czasie gry w Legii Warszawa. 26 maja 2023 ogłoszono, że Kucharczyk odejdzie z klubu po zakończeniu sezonu 2022/2023.
14 lipca 2023 został zawodnikiem uzbeckiego klubu Paxtakor Taszkent, z którym związał się kontraktem do końca 2024. 24 listopada 2023, na kolejkę przed zakończeniem sezonu Oʻzbekiston PFL 2023, wraz z rodakiem Przemysławem Banaszakiem zapewnił sobie mistrzostwo kraju. 7 lutego 2024 przeniósł się do trzecioligowej Legii II Warszawa, związując się kontraktem do 30 czerwca 2025. W lipcu 2025 zdecydował na powrót do klubu Świt Nowy Dwór Mazowiecki .

## Kariera reprezentacyjna
25 stycznia 2011 selekcjoner Franciszek Smuda powołał Kucharczyka na lutowe zgrupowanie reprezentacji Polski w Vila Real de Santo António. 6 lutego 2011 Polak zadebiutował w wygranym 1:0 meczu towarzyskim z Mołdawią. Następnie zagrał w barwach reprezentacji jeszcze 8 spotkań. W jednym z nich, z Norwegią wpisał się na listę strzelców. Po raz ostatni zagrał w barwach reprezentacji w 2015 roku w meczu przeciwko Irlandii w eliminacjach EURO 2016.
2 maja 2012 Kucharczyk został powołany do szerokiej kadry na Mistrzostwa Europy 2012, ostatecznie jednak na turniej nie pojechał. Na kolejne Mistrzostwa Europy 2016, mimo rozegranego meczu w eliminacjach i ciągłych obserwacji przez selekcjonera Adama Nawałkę, również nie został powołany.

## Statystyki

### Klubowe
(aktualne na dzień 4 czerwca 2021)
| Klub                             | Sezon              | Liga               | Liga  | Liga   | Puchar | Puchar | Europa | Europa | Inne  | Inne   | Suma  | Suma   |
| Klub                             | Sezon              | Liga               | Mecze | Bramki | Mecze  | Bramki | Mecze  | Bramki | Mecze | Bramki | Mecze | Bramki |
| -------------------------------- | ------------------ | ------------------ | ----- | ------ | ------ | ------ | ------ | ------ | ----- | ------ | ----- | ------ |
| Świt Nowy Dwór Mazowiecki        | 2007/2008          | III liga           | 12    | 3      | 0      | 0      | –      | –      | –     | –      | 12    | 3      |
| Świt Nowy Dwór Mazowiecki        | 2008/2009          | III liga           | 24    | 24     | 3      | 2      | –      | –      | –     | –      | 27    | 26     |
| Świt Nowy Dwór Mazowiecki (wyp.) | 2009/2010          | II liga            | 25    | 13     | –      | –      | –      | –      | –     | –      | 25    | 13     |
| Świt Nowy Dwór Mazowiecki (wyp.) | Łącznie w Świcie   | Łącznie w Świcie   | 61    | 40     | 3      | 2      | 0      | 0      | 0     | 0      | 64    | 42     |
| Legia Warszawa                   | 2010/2011          | Ekstraklasa        | 27    | 5      | 7      | 3      | –      | –      | –     | –      | 34    | 8      |
| Legia Warszawa                   | 2011/2012          | Ekstraklasa        | 25    | 3      | 3      | 0      | 7      | 2      | –     | –      | 35    | 5      |
| Legia Warszawa                   | 2012/2013          | Ekstraklasa        | 23    | 2      | 6      | 1      | 4      | 1      | 1     | 0      | 34    | 4      |
| Legia Warszawa                   | 2013/2014          | Ekstraklasa        | 24    | 9      | 2      | 0      | 9      | 1      | –     | –      | 35    | 10     |
| Legia Warszawa                   | 2014/2015          | Ekstraklasa        | 27    | 6      | 6      | 1      | 13     | 3      | –     | –      | 46    | 10     |
| Legia Warszawa                   | 2015/2016          | Ekstraklasa        | 32    | 6      | 5      | 0      | 12     | 3      | 1     | 0      | 50    | 9      |
| Legia Warszawa                   | 2016/2017          | Ekstraklasa        | 21    | 6      | 1      | 0      | 12     | 2      | 1     | 0      | 35    | 8      |
| Legia Warszawa                   | 2017/2018          | Ekstraklasa        | 33    | 7      | 4      | 1      | 5      | 2      | –     | –      | 42    | 10     |
| Legia Warszawa                   | 2018/2019          | Ekstraklasa        | 28    | 4      | 4      | 2      | 5      | 1      | 1     | 0      | 38    | 7      |
| Legia Warszawa                   | Łącznie w Legii    | Łącznie w Legii    | 240   | 48     | 38     | 8      | 67     | 15     | 4     | 0      | 349   | 71     |
| Ural Jekaterynburg               | 2019/2020          | Premier Liga       | 16    | 0      | 3      | 0      | –      | –      | –     | –      | 19    | 0      |
| Pogoń Szczecin                   | 2020/2021          | Ekstraklasa        | 30    | 7      | 3      | 1      | –      | –      | –     | –      | 33    | 8      |
| Pogoń Szczecin                   | 2021/2022          | Ekstraklasa        | 18    | 4      | 1      | 0      | 0      | 0      | –     | –      | 19    | 4      |
| Pogoń Szczecin                   | Łącznie w Pogoni   | Łącznie w Pogoni   | 48    | 11     | 4      | 1      | 0      | 0      | 0     | 0      | 52    | 12     |
| Łącznie w karierze               | Łącznie w karierze | Łącznie w karierze | 365   | 99     | 48     | 11     | 67     | 15     | 4     | 0      | 484   | 125    |

### Reprezentacyjne
(aktualne na dzień 29 marca 2015, brak danych sprzed sezonu 2008/09)
| Reprezentacja | Rok     | Występy | Gole |
| ------------- | ------- | ------- | ---- |
| Polska U-18   | 2008    | 4       | 4    |
| Polska U-18   | 2009    | 7       | 1    |
| Polska U-18   | Łącznie | 11      | 5    |
| Polska U-19   | 2009    | 7       | 2    |
| Polska U-19   | 2010    | 7       | 1    |
| Polska U-19   | Łącznie | 14      | 3    |
| Polska U-20   | 2010    | 3       | 0    |
| Polska U-20   | Łącznie | 3       | 0    |
| Polska U-21   | 2011    | 4       | 1    |
| Polska U-21   | 2012    | 3       | 0    |
| Polska U-21   | Łącznie | 7       | 1    |
| Polska        | 2011    | 4       | 0    |
| Polska        | 2012    | 1       | 0    |
| Polska        | 2013    | 1       | 0    |
| Polska        | 2014    | 2       | 1    |
| Polska        | 2015    | 1       | 0    |
| Łącznie       | Łącznie | 9       | 1    |

| Mecze i gole w reprezentacji | Mecze i gole w reprezentacji | Mecze i gole w reprezentacji | Mecze i gole w reprezentacji           | Mecze i gole w reprezentacji | Mecze i gole w reprezentacji | Mecze i gole w reprezentacji |                  |
| #                            | Data                         | Kategoria                    | Miejsce                                | Przeciwnik                   | Wynik                        | Gole                         | Rozgrywki        |
| ---------------------------- | ---------------------------- | ---------------------------- | -------------------------------------- | ---------------------------- | ---------------------------- | ---------------------------- | ---------------- |
| 1.                           | 29 sierpnia 2008             | U-18                         |                                        | Szwecja U-18                 | 3–0                          | Gol · Gol                    | Mecz towarzyski  |
| 2.                           | 16 września 2008             | U-18                         | Wieluń, Polska                         | Rosja U-18                   | 1–0                          |                              | Mecz towarzyski  |
| 3.                           | 18 września 2008             | U-18                         | Sieradz, Polska                        | Rosja U-18                   | 2–0                          | Gol                          | Mecz towarzyski  |
| 4.                           | 7 października 2008          | U-18                         | Boguchwała, Polska                     | Czechy U-18                  | 1–2                          | Gol                          | Mecz towarzyski  |
| 5.                           | 9 lutego 2009                | U-18                         | La Manga, Hiszpania                    | Portugalia U-19              | 0–2                          |                              | Mecz towarzyski  |
| 6.                           | 11 lutego 2009               | U-18                         | La Manga, Hiszpania                    | Szwecja U-19                 | 2–3                          | Gol                          | Mecz towarzyski  |
| 7.                           | 13 lutego 2009               | U-18                         | La Manga, Hiszpania                    | Norwegia U-19                | 0–1                          |                              | Mecz towarzyski  |
| 8.                           | 24 marca 2009                | U-18                         | Santa Marta de Penaguião, Portugalia   | Portugalia U-18              | 1–1                          |                              | Mecz towarzyski  |
| 9.                           | 26 marca 2009                | U-18                         | Vila Real, Portugalia                  | Portugalia U-18              | 0–1                          |                              | Mecz towarzyski  |
| 10.                          | 12 maja 2009                 | U-18                         | Tongeren, Belgia                       | Belgia U-18                  | 1–1                          |                              | Mecz towarzyski  |
| 11.                          | 13 maja 2009                 | U-18                         | Beringen, Belgia                       | Belgia U-18                  | 0–2                          |                              | Mecz towarzyski  |
| 1.                           | 1 września 2009              | U-19                         | Koszalin, Polska                       | Norwegia U-19                | 1–1                          |                              | Mecz towarzyski  |
| 2.                           | 3 września 2009              | U-19                         | Szczecinek, Polska                     | Norwegia U-19                | 1–1                          |                              | Mecz towarzyski  |
| 3.                           | 16 września 2009             | U-19                         | Rethymno, Grecja                       | Grecja U-19                  | 1–2                          |                              | Mecz towarzyski  |
| 4.                           | 16 września 2009             | U-19                         | Rethymno, Grecja                       | Grecja U-19                  | 3–0                          |                              | Mecz towarzyski  |
| 5.                           | 9 października 2009          | U-19                         | Kefar Sawa, Izrael                     | Dania U-19                   | 2–1                          | Gol                          | El. ME U-19 2010 |
| 6.                           | 11 października 2009         | U-19                         | Kefar Sawa, Izrael                     | Azerbejdżan U-19             | 1–2                          | Gol                          | El. ME U-19 2010 |
| 7.                           | 14 października 2009         | U-19                         | Nels Ziona, Izrael                     | Izrael U-19                  | 1–1                          |                              | El. ME U-19 2010 |
| 8.                           | 5 lutego 2010                | U-19                         | La Manga, Hiszpania                    | Portugalia U-19              | 0–1                          |                              | Mecz towarzyski  |
| 9.                           | 7 lutego 2010                | U-19                         | La Manga, Hiszpania                    | Grecja U-19                  | 0–2                          |                              | Mecz towarzyski  |
| 10.                          | 9 lutego 2010                | U-19                         | La Manga, Hiszpania                    | Norwegia U-19                | 3–1                          |                              | Mecz towarzyski  |
| 11.                          | 3 marca 2010                 | U-19                         | Renens, Szwajcaria                     | Szwajcaria U-19              | 1–1                          |                              | Mecz towarzyski  |
| 12.                          | 6 kwietnia 2010              | U-19                         | Dublin, Irlandia                       | Irlandia U-19                | 2–4                          |                              | Mecz towarzyski  |
| 13.                          | 18 maja 2010                 | U-19                         | Venlo, Holandia                        | Niemcy U-19                  | 1–4                          | Gol                          | El. ME U-19 2010 |
| 14.                          | 20 maja 2010                 | U-19                         | Venlo, Holandia                        | Holandia U-19                | 0–2                          |                              | El. ME U-19 2010 |
| 1.                           | 3 września 2010              | U-20                         | Szamotuły, Polska                      | Uzbekistan U-20              | 1–1                          |                              | Mecz towarzyski  |
| 2.                           | 6 września 2010              | U-20                         | Wronki, Polska                         | Włochy U-20                  | 1–0                          |                              | Mecz towarzyski  |
| 3.                           | 10 października 2010         | U-20                         | Włocławek, Polska                      | Niemcy U-20                  | 0–1                          |                              | Mecz towarzyski  |
| 1.                           | 2 września 2011              | U-21                         | Korcza, Albania                        | Albania U-21                 | 3–0                          |                              | El. ME U-21 2013 |
| 2.                           | 6 września 2011              | U-21                         | Kielce, Polska                         | Rosja U-21                   | 0–2                          |                              | El. ME U-21 2013 |
| 3.                           | 7 października 2011          | U-21                         | Rio Maior, Portugalia                  | Portugalia U-21              | 1–1                          | Gol                          | El. ME U-21 2013 |
| 4.                           | 14 listopada 2011            | U-21                         | Wronki, Polska                         | Mołdawia U-21                | 0–1                          |                              | El. ME U-21 2013 |
| 5.                           | 29 lutego 2012               | U-21                         | Błagojewgrad, Bułgaria                 | Bułgaria U-21                | 0–1                          |                              | Mecz towarzyski  |
| 6.                           | 1 czerwca 2012               | U-21                         | Tyraspol, Mołdawia                     | Mołdawia U-21                | 4–2                          |                              | El. ME U-21 2013 |
| 7.                           | 15 sierpnia 2012             | U-21                         | Kozani, Grecja                         | Grecja U-21                  | 0–2                          |                              | Mecz towarzyski  |
| 1.                           | 6 lutego 2011                | A                            | Vila Real de Santo António, Portugalia | Mołdawia                     | 1–0                          |                              | Mecz towarzyski  |
| 2.                           | 26 marca 2011                | A                            | Kowno, Litwa                           | Litwa                        | 0–2                          |                              | Mecz towarzyski  |
| 3.                           | 29 marca 2011                | A                            | Pireus, Grecja                         | Grecja                       | 0–0                          |                              | Mecz towarzyski  |
| 4.                           | 5 czerwca 2011               | A                            | Warszawa, Polska                       | Argentyna                    | 2–1                          |                              | Mecz towarzyski  |
| 5.                           | 22 maja 2012                 | A                            | Klagenfurt am Wörthersee, Austria      | Łotwa                        | 1–0                          |                              | Mecz towarzyski  |
| 6.                           | 2 lutego 2013                | A                            | Malaga, Hiszpania                      | Rumunia                      | 4–1                          |                              | Mecz towarzyski  |
| 7.                           | 18 stycznia 2014             | A                            | Abu Zabi, Zjednoczone Emiraty Arabskie | Norwegia                     | 3–0                          | Gol                          | Mecz towarzyski  |
| 8.                           | 18 listopada 2014            | A                            | Wrocław, Polska                        | Szwajcaria                   | 2–2                          |                              | Mecz towarzyski  |
| 9.                           | 29 marca 2015                | A                            | Dublin, Irlandia                       | Irlandia                     | 1–1                          |                              | el. ME 2016      |

## Sukcesy

### Klubowe
Świt Nowy Dwór Mazowiecki
- Mistrzostwo III ligi: 2008/2009[36]

Legia Warszawa
- Mistrzostwo Polski: 2012/2013, 2013/2014, 2015/2016, 2016/2017, 2017/2018
- II miejsce w Ekstraklasie: 2014/2015, 2018/2019
- III miejsce w Ekstraklasie: 2010/2011, 2011/2012
- Puchar Polski: 2010/2011, 2011/2012, 2012/2013, 2014/2015, 2015/2016, 2017/2018

Pogoń Szczecin
- III miejsce w Ekstraklasie: 2020/2021, 2021/2022

#### Paxtakor Taszkent
- Mistrzostwo Uzbekistanu: 2023[25]

### Indywidualnie
- Król strzelców III ligi: 2008/2009[37]

### Rekordy
- Zawodnik z największą liczbą meczów w europejskich pucharach w barwach Legii Warszawa: 67 meczów[38]
- Zawodnik z największą liczbą meczów w europejskich pucharach w barwach polskiego klubu: 67 meczów[38]
- Zawodnik z największą liczbą zdobytych Pucharów Polski w historii rozgrywek: 6[e][39]
- Zawodnik z największą liczbą zdobytych Pucharów Polski w barwach Legii Warszawa: 6[f][39]